# Kaupthing Bank
Kaupthing bank (isländska: Kaupþing banki hf) är en före detta isländsk bank som befinner sig i likvidation sedan 24 november 2008.

## Historia
På Island var banken mest känd under namnet KB Banki och tidigare som Kaupþing Búnaðarbanki. Banken var den största av de tre större kommersiella bankerna på Island och bildades genom en sammanslagning av Kaupþing och Búnaðarbanki Íslands år 2003. Búnaðarbanki grundades år 1930.
Kaupthing expanderade kraftigt på och utanför Island under 2000-talet bland annat köptes Aragon Kapitalförvaltning 2002. När banken stod på sin höjdpunkt hade den bland annat filialer i USA, Norge, Sverige, Finland, Storbritannien, Danmark, Luxemburg, Schweiz och på Färöarna. Kaupthing var en av de tio största investmentbankerna i världen. Banken hade över 3300 anställda varav knappt 300 i Sverige. 

## Finanskrisen
I samband med finanskrisen 2008 drabbades den isländska banksektorn som helhet av omfattande problem. Detta resulterade i att Islands finansinspektion den 9 oktober 2008 meddelade att Kaupthing skulle förstatligas, samtidigt som de inhemska isländska insättningarna garanterades. För att motverka likviditetsproblem i Kaupthings svenska verksamhet beviljade Sveriges riksbank en kredit på upp till 5 miljarder svenska kronor till Kaupthings svenska verksamhet dagen före det isländska förstatligandet. 
Efter övertagandet avvecklades de utländska verksamheterna genom att läggas ner eller säljas. Den isländska bankrörelsen lades i ett nytt dotterbolag som namnändrades till Arion banki. Arion banki drivs vidare självständigt från avvecklingen av Kaupthing och är Islands största bank.

## Kaupthing i Sverige
Bankverksamheten i Sverige har delvis bedrivits som en filial till den isländska banken, men efter köpet av Bankaktiebolaget JP Nordiska 2002, bedrevs även verksamhet i det svenska dotterbolaget Kaupthing Bank Sverige. 
Den svenska inlåningsverksamheten i Kaupthing Edge bedrevs som en del av bankfilialen i Sverige, men samma varumärke användes även på andra europeiska marknader för inlåning direkt till det isländska moderbolaget, Kaupthing Bank, hf. I samband med Kaupthings ekonomiska problem avvecklades den svenska verksamheten i Kaupthing Edge och den kvarvarande verksamheten i Sverige bedrevs enbart genom Kaupthing Bank Sverige.
Den 14 februari 2009 tecknade finländska Ålandsbanken avtal om att förvärva Kaupthing Bank Sverige från det isländska moderbolaget. 

## Avvecklingen
Kaupthing Bank befinner sig under avveckling. I efterspelet till bankens undergång pågår också fortfarande (februari 2013) en rättsprocess i Island mot bankens förre styrelseordförande Hreidar Már Sigurdsson och verkställande direktör Sigurdur Einarsson.